# Сражение при Ландис-Лейне
Сражение при Ландис-Лейн (англ. Battle of Lundy's Lane) — одно из сражений Ниагарской кампании англо-американской войны. 
Произошло на территории Верхней Канады 25 июля 1814 года. Сражение стало одним из самых кровопролитных сражений той войны и одним из самых кровопролитных сражений на территории Канады. Тактически оно прошло вничью и обе армии остались на поле боя, но американская армия понесла такие серьёзные потери, что ей пришлось начать отступление.

## Предыстория
3 июля 1814 года американская армия генерал-майора Джейкоба Брауна высадилась на берегу реки Ниагара при её впадении в озеро Эри и сразу захватила британский форт Эри. Оттуда они начали наступление на север и 5 июля встретили три британских регулярных полка у селения Чиппева. В сражении при Чиппеве регуляры под командованием генерала Скотта разбили британцев. вскоре после сражения американцы обошли оборонительные позиции британцев на реке Чиппева и те были вынуждены отступить в форт Джордж у истоков Ниагары. В это время британские корабли контролировали озеро, и у американцев не было достаточных сил для атаки форта. Браун ждал эскадру Чэнси, но та задерживалась, и Браун остался без подкреплений и осадных орудий. В то же время британцы перебросили несколько подразделений на усиление форта Джордж.

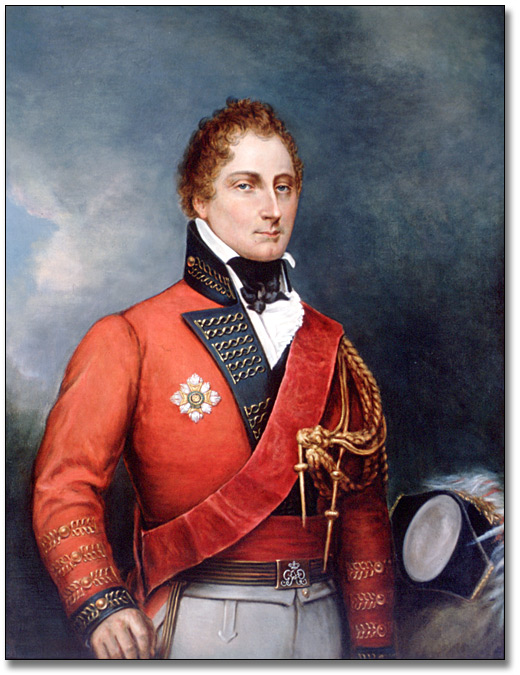
Генерал Гордон Драммонд

Весь июль армия Брауна простояла в Куинстоне в нескольких милях к югу от форта. Здесь на них время от времени нападали канадские ополченцы и канадские индейцы. 24 июля Браун отступил к реке Чиппева, чтобы прикрыть свои коммуникации. Как только Браун отошёл, британская лёгкая пехота и ополченцы под командованием генерал-майора Риала вышли из форта и заняли позицию у дороги Ландис-Лейн в 6,4 километрах севернее реки Чиппева. Первым на позицию пришёл батальон Гленгарри (в 10:00), за ним драгуны Меррита, затем 1-й и 2-й полки ополчения и 19-й драгунский.
Рано утром 25 июля генерал-лейтенант Гордон Драммонд прибыл в форт Джордж и лично принял командование войсками на полуострове. Он сразу приказал отряду подполковника Джона Такера идти из форта Ниагара на юг по восточному берегу реки Ниагара, рассчитывая, что это заставит Брауна покинуть западный берег реки. В ответ Браун начал наступать на север, предполагая, что Такера отзовут назад для обороны форта Джордж. Вероятно, американцы не знали, что британцы крупными силами занимают позицию у Линдис-Лейн. Узнав о наступлении американцев, Риал приказал отступать к форту Джордж и приказал отряду полковника Херкулеса Скотта прибыть в Куинстон и прикрыть отступление. Драммонд отменил этот приказ, и вместо этого перебросил дополнительные силы к Ландис-Лейн. Британцы как раз занимали свои позиции, когда показались первые отряды американцев. Это произошло примерно в 06:00.

## Сражение
Линдис-Лейн представляло собой ответвление от основной дороги, ведущей вдоль реки Ниагара. Это ответвление проходило по вершине небольшой возвышенности, которая была примерно на 25 футов выше окружающей местности и обеспечивала хороший обзор. На самой высокой точке этой возвышенности англичане разместили артиллерию: два 24-фунтовых орудия, два 6-фунтовых орудия, одну 5,5-дюймовую гаубицу и батарею ракет Колгрейва.
В конце дня 1-я регулярная бригада американской армии под командованием Уинфилда Скотта вышла из леса на открытую местность и сразу попала под огонь британской артиллерии. Скотт послал 25-й пехотный полк майора Томаса Джесапа в обход фланга британской позиции. 25-й обнаружил заброшенную тропу и сумел выйти к британскому флангу, где встретил батальон канадского ополчения и лёгкую роту 8-го пехотного полка. 25-й атаковал противника и обратил его в беспорядочное бегство. Джесап отправил роту капитана Кетчама к развилке основной дороги и Ландис-Лейн, где тот захватил в плен много раненых и в их числе генерал-майора Риала, который был ранен в руку и в тот момент ехал в тыл. Когда Кетчам пытался вернуться к своему полку, он наткнулся на британский отряд и потерял всех пленных, но генералу Риалу и капитану Мерритту (командиру канадской кавалерии) освободиться не удалось.  
Атака Джесапа заставила Драммонда отвести свой центр, чтобы выровнять его с левым флангом и отозвать батальон лёгкой пехоты, который беспокоил левый фланг Скотта. Это отступление оставило без прикрытия британскую артиллерию. 

### Атака Брауна

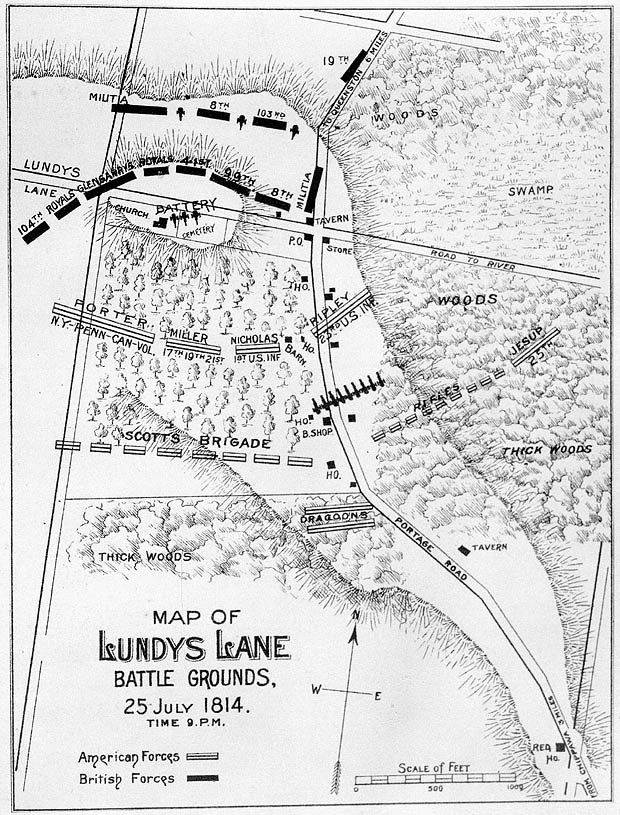
Сражение при Ландис-Лейн после атаки Скотта

К концу дня бригада Скотта уже понесла серьёзные потери, но подошёл Браун с основной армией: 2-й регулярной бригадой генерала Рипли и добровольческой бригадой Портера.  Как только они сменили на позиции бригаду Скотта, Браун приказал 21-му пехотному полку подполковника Миллера  атаковать и захватить британские орудия. Считается, что Миллер ответил: "Я попробую, сэр!"
В тот момент, когда британцы были отвлечены атакой 1-го пехотного полка с правого фланга, Миллер развернул свой полк в нескольких метрах от британских орудий. Полк дал залп, которым убило практически всех артиллеристов, а потом бросился в штыковую атаку. Он сумел захватить орудия и заставить британский центр отступить с высоты. Батальон 89-го пехотного пытался отбить орудия, но был отброшен частями Миллера и Рипли.
В это время на поле боя прибыл отряд полковника Херкулеса Скотта. Солдаты Скотта были измотаны маршем и не знали ничего о ситуации на поле боя. Они наткнулись на бригаду Рипли и в беспорядке отступили, потеряв одно свое 6-фунтовое орудия. Лёгкая рота 41-го британского полка отбила орудие, но использовать его в бою было уже невозможно.

### Контратака Драммонда
Пока американцы пытались развернуть свою собственную артиллерию на высоте рядом с британскими орудиями, генерал Драммонд, уже раненый в шею к тому времени, реорганизовал свои войска и решил атаковать высоту, чтобы отбить орудия. Не используя свою многочисленную лёгкую пехоту, он просто атаковал противника пехотной линией во фронт. Атака перетекла в перестрелку на короткой дистанции, которая нанесла серьёзный урон обеим сторонам. Батальон Гленгарри, который снова попытался обстрелять левый фланг американцев, по ошибке был обстрелян своими и отступил. 
Драммонд решился на вторую атаку в том же самом стиле. Некоторые американские подразделения дрогнули, но Рипли сумел их остановить и удержал позицию. К этому времени Уинфилд Скотт реорганизовал свою бригаду в батальон, который возглавил Генри Ливенворт, и по личной инициативе атаковал британский центр. Он попал сразу и под огонь британцев и под огонь бригады Рипли, которая не смогла распознать регуляров Скотта. Драммонд был отброшен, но и батальон Скотта рассыпался и отступил. Скотт отправился к полку Джесапа, но вскоре был ранен.
Перед полуночью Драммонд пошёл в третью контратаку, собрав все силы, что были под рукой. К этому моменту британская армия превратилась в смесь отдельных рот, без деления на полки и батальоны. Атакующим удалось прорваться к орудиям и даже ввести в дело штыки, но и эта атака была отбита. К этому времени луна ушла в облака и стало так темно, что сражение остановилось.

## Последствия
Утром 26 июля Браун приказал Рипли забрать с поля боя брошенные британские орудия. Рипли усилил свой отряд, довёл численность до 1200 человек, и на рассвете отправился к Ланди-Лейн, но обнаружил, что Драммонд занял высоту отрядом в 2200 человек. Рипли не стал вступать в бой и отвёл отряд. Американцы отступили, разрушили британские укрепления на реке Чиппева, сожгли мосты через реку и ушли в форт Эри. Им не хватало повозок, поэтому пришлось бросить много снаряжения и продовольствия, чтобы высвободить место для раненых. Это дало повод впоследствии Драммонду утверждать, что противник отступил в беспорядке. Сами же британцы, после того, как похоронили всех убитых, отступили в Кингстон и стали ждать подкреплений.

### Потери
Официальные потери британской армии составили 84 человека убитыми, 559 ранеными, 42 пленными и 193 пропавшими без вести. Американцы захватили в плен 19 британских офицеров и 150 рядовых, из чего следует, что британцы потеряли пленными 169 человек, и пропавшими без вести 55.
Официальные отчёты американской армии, составленные 30 июля 1814 года, называют 171 человека убитыми, 572 ранеными и 117 пропавшими без вести. Немного более поздняя версия отчёта называет те же цифры, но называет только 110 пленными. По мнению историка Дэвида Грейвса, британцы захватили в плен 4 офицеров и 74 рядовых, которые находились в плену в Квебеке осенью 1814 года. Впоследствии выяснилось, что три офицера 22-го пехотного, которых считали пропавшими (лейтенанты Уильям Стёрджис, Джон Кер и Роберт Дэвидсоон), оказались убиты 25 июля. Из всего этого следует, что американцы потеряли 174 человека убитыми, 572 ранеными, 79 пленными и 28 пропавшими без вести. Грейвс предполагает, что диспропорция в соотношении потерь объясняется тем, что американцы произвели подсчёты через пять дней после сражения, когда в категорию убитых перешла часть тяжело раненых и часть пропавших без вести.